# Campionati europei di judo 2022
I campionati europei di judo 2022 sono stati la 71ª edizione della competizione organizzata dalla European Judo Union. Si sono svolti dal 29 aprile al 1 maggio 2022 alla Armeets Arena di Sofia, in Bulgaria.

## Podi

### Uomini
| Evento             | Oro                        | Argento                      | Bronzo                        |
| 60 kg (dettagli)   | Francisco Garrigós (ESP)   | Yanislav Gerchev (BUL)       | Cédric Revol (FRA)            |
| 60 kg (dettagli)   | Francisco Garrigós (ESP)   | Yanislav Gerchev (BUL)       | Jorre Verstraeten (BEL)       |
| 66 kg (dettagli)   | Bogdan Iadov (UKR)         | Alberto Gaitero Martin (ESP) | Elios Manzi (ITA)             |
| 66 kg (dettagli)   | Bogdan Iadov (UKR)         | Alberto Gaitero Martin (ESP) | Denis Vieru (MDA)             |
| 73 kg (dettagli)   | Hidayet Heydarov (AZE)     | Giovanni Esposito (ITA)      | Mark Hristov (BUL)            |
| 73 kg (dettagli)   | Hidayet Heydarov (AZE)     | Giovanni Esposito (ITA)      | Rustam Orujov (AZE)           |
| 81 kg (dettagli)   | T'at'o Grigalashvili (GEO) | Matthias Casse (BEL)         | Sami Chouchi (BEL)            |
| 81 kg (dettagli)   | T'at'o Grigalashvili (GEO) | Matthias Casse (BEL)         | Attila Ungvári (HUN)          |
| 90 kg (dettagli)   | Luka Maisuradze (GEO)      | Darko Brasnjovic (SRB)       | Mammadali Mehdiyev (AZE)      |
| 90 kg (dettagli)   | Luka Maisuradze (GEO)      | Darko Brasnjovic (SRB)       | Theodoros Tselidis (GRE)      |
| 100 kg (dettagli)  | Michael Korrel (NED)       | Piotr Kuczera (POL)          | Nikoloz Sherazadishvili (ESP) |
| 100 kg (dettagli)  | Michael Korrel (NED)       | Piotr Kuczera (POL)          | Daniel Eich (SUI)             |
| +100 kg (dettagli) | Jur Spijkers (NED)         | Johannes Frey (GER)          | Roy Meyer (NED)               |
| +100 kg (dettagli) | Jur Spijkers (NED)         | Johannes Frey (GER)          | Guram Tushishvili (GEO)       |

### Donne
| Evento            | Oro                     | Argento                    | Bronzo                     |
| 48 kg (dettagli)  | Shirine Boukli (FRA)    | Catarina Costa (POR)       | Julia Figueroa (ESP)       |
| 48 kg (dettagli)  | Shirine Boukli (FRA)    | Catarina Costa (POR)       | Shira Rishony (ISR)        |
| 52 kg (dettagli)  | Chelsie Giles (GBR)     | Amandine Buchard (FRA)     | Distria Krasniqi (KOS)     |
| 52 kg (dettagli)  | Chelsie Giles (GBR)     | Amandine Buchard (FRA)     | Ana Viktorija Puljiz (CRO) |
| 57 kg (dettagli)  | Timna Nelson-Levy (ISR) | Sarah-Léonie Cysique (FRA) | Mina Libeer (BEL)          |
| 57 kg (dettagli)  | Timna Nelson-Levy (ISR) | Sarah-Léonie Cysique (FRA) | Eteri Lip'art'eliani (GEO) |
| 63 kg (dettagli)  | Gemma Howell (GBR)      | Laura Fazliu (KOS)         | Szofi Özbas (HUN)          |
| 63 kg (dettagli)  | Gemma Howell (GBR)      | Laura Fazliu (KOS)         | Gili Sharir (ISR)          |
| 70 kg (dettagli)  | Marie-Ève Gahié (FRA)   | Sanne van Dijke (NED)      | Margaux Pinot (FRA)        |
| 70 kg (dettagli)  | Marie-Ève Gahié (FRA)   | Sanne van Dijke (NED)      | Anka Pogačnik (SLO)        |
| 78 kg (dettagli)  | Alina Böhm (GER)        | Guusje Steenhuis (NED)     | Madeleine Malonga (FRA)    |
| 78 kg (dettagli)  | Alina Böhm (GER)        | Guusje Steenhuis (NED)     | Alice Bellandi (ITA)       |
| +78 kg (dettagli) | Romane Dicko (FRA)      | Raz Hershko (ISR)          | Asya Tavano (ITA)          |
| +78 kg (dettagli) | Romane Dicko (FRA)      | Raz Hershko (ISR)          | Sebile Akbulut (TUR)       |

## Medagliere
| Pos.   | Paese         | Oro | Argento | Bronzo | Totale |
| ------ | ------------- | --- | ------- | ------ | ------ |
| 1      | Francia       | 3   | 2       | 3      | 8      |
| 2      | Paesi Bassi   | 2   | 2       | 1      | 5      |
| 3      | Georgia       | 2   | 0       | 2      | 4      |
| 4      | Gran Bretagna | 2   | 0       | 0      | 2      |
| 5      | Spagna        | 1   | 1       | 2      | 4      |
| 5      | Israele       | 1   | 1       | 2      | 4      |
| 7      | Germania      | 1   | 1       | 0      | 2      |
| 8      | Azerbaigian   | 1   | 0       | 2      | 3      |
| 9      | Ucraina       | 1   | 0       | 0      | 1      |
| 10     | Belgio        | 0   | 1       | 3      | 4      |
| 10     | Italia        | 0   | 1       | 3      | 4      |
| 12     | Bulgaria      | 0   | 1       | 1      | 2      |
| 12     | Kosovo        | 0   | 1       | 1      | 2      |
| 14     | Polonia       | 0   | 1       | 0      | 1      |
| 14     | Portogallo    | 0   | 1       | 0      | 1      |
| 14     | Serbia        | 0   | 1       | 0      | 1      |
| 17     | Ungheria      | 0   | 0       | 2      | 2      |
| 18     | Croazia       | 0   | 0       | 1      | 1      |
| 18     | Slovenia      | 0   | 0       | 1      | 1      |
| 18     | Grecia        | 0   | 0       | 1      | 1      |
| 18     | Moldavia      | 0   | 0       | 1      | 1      |
| 18     | Svizzera      | 0   | 0       | 1      | 1      |
| 18     | Turchia       | 0   | 0       | 1      | 1      |
| Totale | Totale        | 14  | 14      | 28     | 36     |